# Helene Pollner

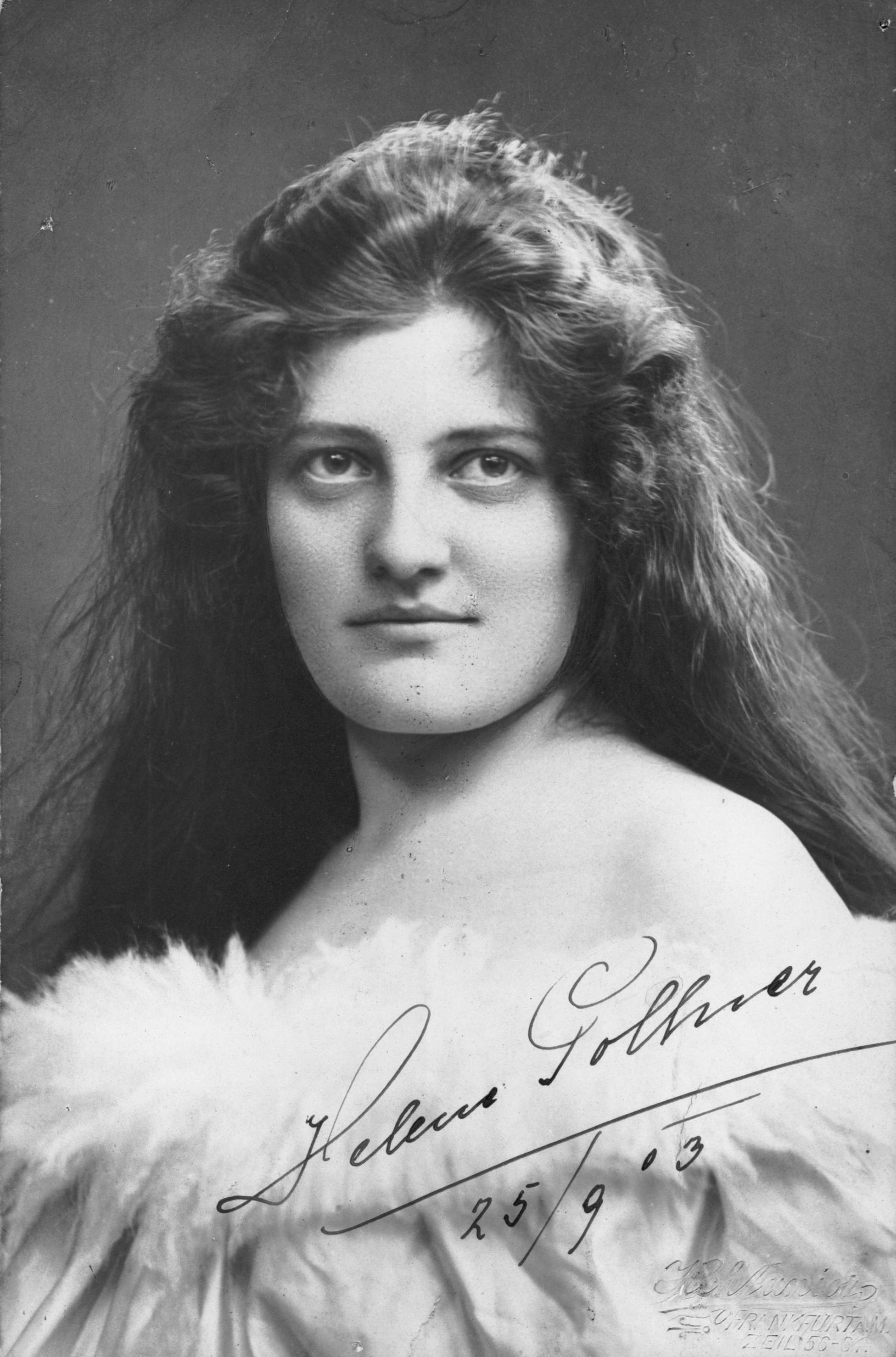
Helene Pollner

Helene Pollner (* 11. Februar 1878 in Wien, Österreich-Ungarn; † nach 1905) war eine österreichische Theaterschauspielerin.

## Leben
Sie wurde bei Friederike Bognar für die Bühne ausgebildet und begann ihre schauspielerische Tätigkeit 1896 am Raimundtheater in Wien. 1897 kam sie ans Stadttheater in Salzburg und nach einjährigem Wirken an das Frankfurter Stadttheater. Dort verblieb sie bis 1905, dann heiratete sie und beendete ihre Bühnenlaufbahn.